# Anno von Sangershausen
Anno von Sangershausen (zm. 6 lub 8 lipca 1273 w Niemczech) – wielki mistrz zakonu krzyżackiego w latach 1256-1273.

## Życiorys
Pochodził z Turyngii. Nazwisko jego rodu zaczerpnięte zostało od nazwy miasta Sangershausen. 
Niewiele wiadomo o jego przeszłości. W 1254 r. został wybrany mistrzem krajowym w Inflantach. Brał udział w budowie zamku Memelburg. W 1256 prowadził wojnę z Litwą i pacyfikował Żmudź. W lecie 1256 na nadzwyczajnej kapitule w Rzymie został wybrany na wielkiego mistrza krzyżackiego w miejsce Poppo von Osterna.
W 1260 r. wybuchło wielkie powstanie ludowe w Prusach i na terenie Inflant. Aleksander Newski korzystając z chaosu w państwie krzyżackim oblegał Dorpat. Anno von Sangershausen zdecydował się wówczas na podróż dyplomatyczną po krajach europejskich celem ratowania istnienia zakonu krzyżackiego. Uzyskał dla swoich planów aprobatę Urbana IV i papieskie przyzwolenie na przyjmowanie do zakonu skazanych za bandytyzm i morderstwa. W swoich podróżach Anno von Sangershausen zwerbował, w zamian za rozgrzeszenie grzechów ciężkich, wielu przestępców z: Nadrenii, Turyngii, Saksonii, Czech i Austrii.
Od kolejnego papieża, Klemensa IV, uzyskał przyzwolenie na krucjatę, w której wzięli udział głównie możnowładcy niemieccy. 
Zmarł podczas jednej z misji dyplomatycznych w Niemczech, podczas której organizował nowe komturie i werbował nowe oddziały do wojny w Prusach.